# Chen Shidao
Chen Shidao (né en 1053, mort le 29 décembre 1101) est un poète chinois.

## Biographie
Issu du Jiangsu, il étudie sous la tutelle de Huang Tingjie et échoue aux concours mandarinaux et est contraint de vivre dans la pauvreté, ce qui n'empêche pas sa production littéraire de connaître le succès. IL s'inspire de Du Fu et fréquente Su Dongpo et Zhu Xi.